# Ulf Tippelt

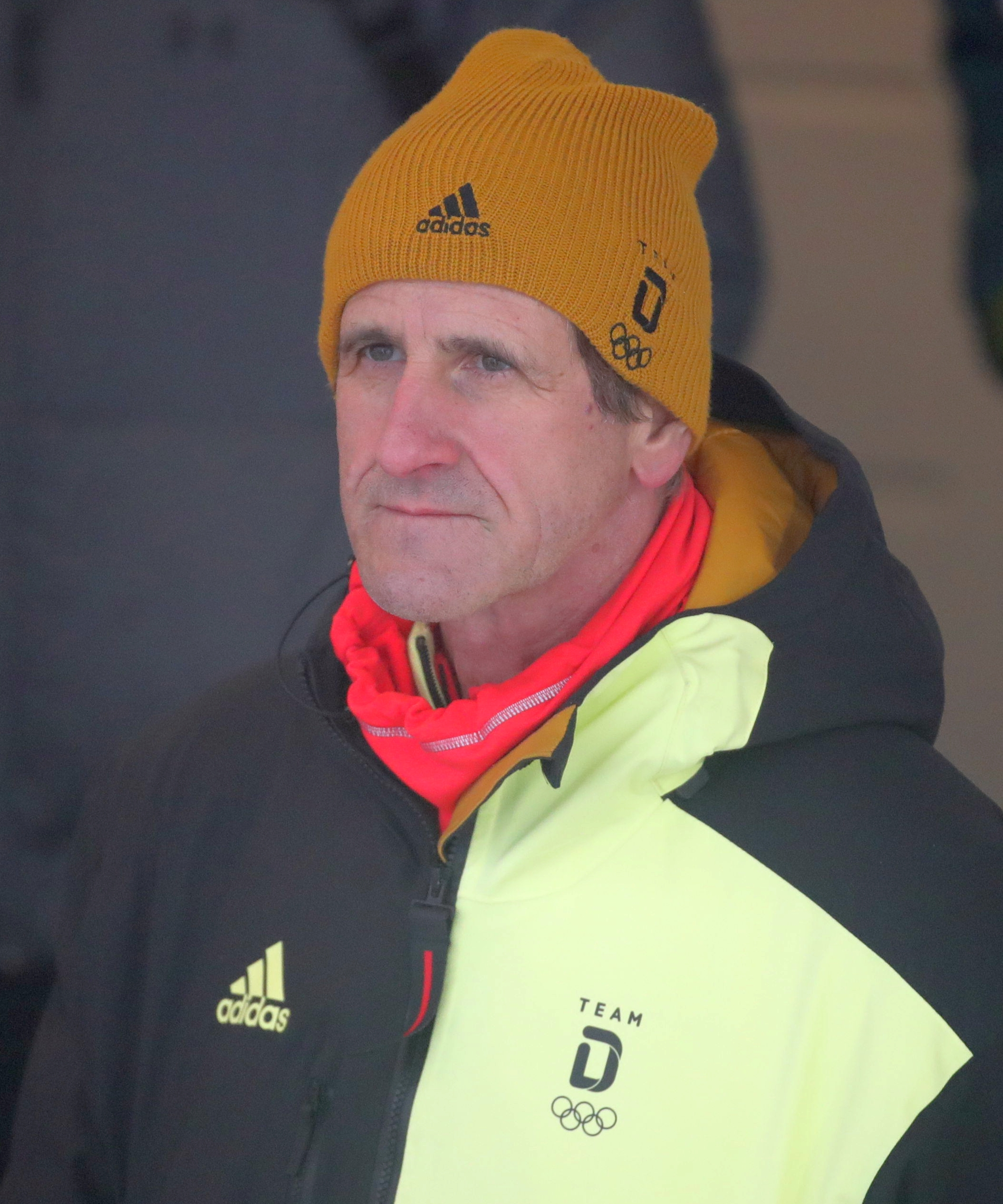
Ulf Tippelt, 2023

Ulf Tippelt (* 29. Mai 1963 in Ebersbach) ist ein deutscher Sportwissenschaftler und Sportfunktionär.

## Leben
Nach dem 1981 bestandenen Abitur und dem Wehrdienst nahm Tippelt 1983 ein Studium an der Deutschen Hochschule für Körperkultur (DHfK) in Leipzig auf, welches er 1987 mit der Diplomarbeit „Zur Objektivierung spielspezifischer Anforderungen des Blockierens in Abhängigkeit von der Schnelligkeit und Variabilität der Angriffsgestaltung im Herrenvolleyball“ abschloss. 1990 wurde an der DHfK seine Doktorarbeit angenommen, der Titel lautete „Zur Steigerung der Handlungsfähigkeit von Feldabwehrspielern durch situatives Training: ein Beitrag zur Methodik des technisch-taktischen Trainings der Abwehr im Volleyball“. Als aktiver Sportler betrieb Tippelt als Kind zunächst Turnen, später wandte er sich Sportspielen (Fußball, Handball, Volleyball) zu, in letzterer Sportart spielte er in der zweithöchsten Liga der Deutschen Demokratischen Republik. Weitere sportliche Betätigung fand später im Tennis, Rad- und Skifahren statt.
1991 trat Tippelt die Stelle als Geschäftsführer beziehungsweise Generalsekretär des Landessportbundes Sachsen an. Anfang April 2009 wurde er Sportdirektor des Deutschen Olympischen Sportbundes (DOSB), nachdem er zuvor bereits dem DOSB-Beirat für Leistungssport angehört hatte. Während seiner Amtszeit beim DOSB war Tippelt unter anderem stellvertretender Chef de Mission der deutschen Mannschaft bei den Olympischen Winterspielen 2010 und Chef de Mission bei den 1. Olympischen Jugendspielen in Singapur. Im September 2011 schied er beim DOSB als Leistungssportdirektor aus und wurde wieder als Generalsekretär des Landessportbundes Sachsen tätig. Er war Vorstandsvorsitzender der Stiftung Sporthilfe Sachsen. Anfang 2016 wurde er Mitglied im Verwaltungsrat des Dresdner SC. In Aufsätzen, die in sportwissenschaftlichen Publikationen wie Leistungssport und der Zeitschrift für angewandte Trainingswissenschaft veröffentlicht wurden, befasste sich Tippelt mit der Analyse Olympischer Spiele aus Sicht des deutschen Sports. 
Im April 2015 trat Tippelt das Amt des Direktors des Institutes für Angewandte Trainingswissenschaften (IAT) in Leipzig an. Er saß vorher bereits im IAT-Vorstand.